# Paradocrasita
La paradocrasita és un mineral de la classe dels elements natius. Nomenat així del grec "aliatge inesperat".

## Classificació
La paradocrasita es troba classificada en el grup 1.CA.15 segons la classificació de Nickel-Strunz (1 per a Elements; C per a Semimetalls i no-metalls i A per a Elements del grup de l'arsènic; el nombre 15 correspon a la posició del mineral dins del grup). En la classificació de Dana el mineral es troba al grup 1.3.1.7 (1 per a Elements natius i aliatges i 3 per a Semimetalls i no-metalls; 1 i 7 corresponen a la posició del mineral dins del grup).

## Característiques
La paradocrasita és un mineral de fórmula química Sb₃As. Cristal·litza en el sistema monoclínic. La seva duresa a l'escala de Mohs és 3.

## Formació i jaciments
S'ha descrit en Austràlia, Europa i Amèrica del Nord.